# Forum romain d'Aquilée

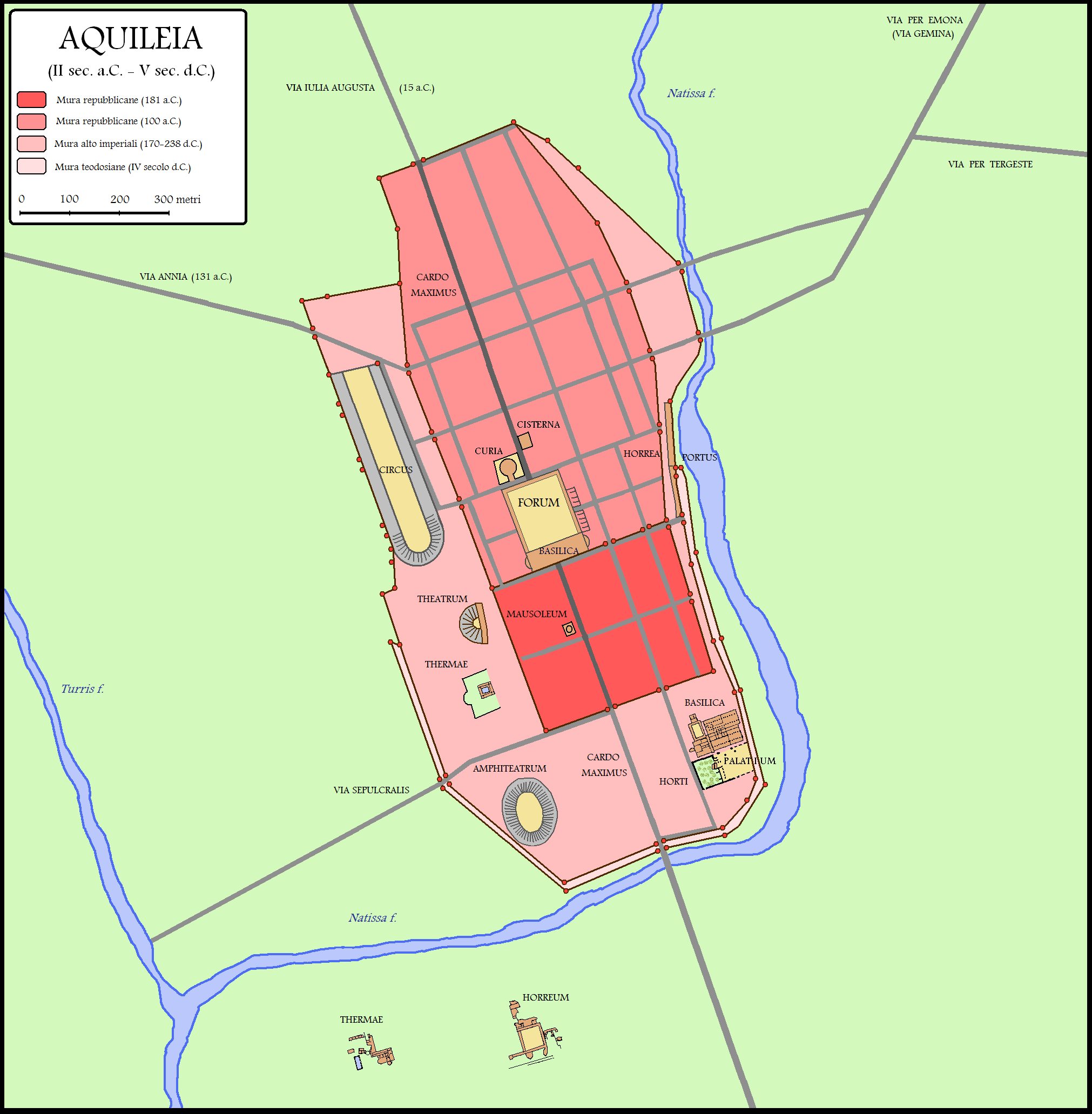
Plan de l’ancienne cité romaine avec son développement, période par période : à partir de la première période républicaine (avec les murs du castrum de la légion romaine (quadrangulaire en rose plus foncé); après la construction de la via Annia, après la victoire sur les Cimbres, avec les murs construits en 100 avant J.-C. ; jusqu’à la cité du haut empire, avec les murs construits entre l’empereur Marc Aurèle et Maximin le Thrace ; et à celle du IVe siècle de Théodose Ier. Les principaux monuments de l’époque sont représentés : le cirque, le théâtre, la curie, le Palatium, les thermes, le port fluvial, etc.

Le forum romain d'Aquilée est l'ancienne place principale du centre-ville de l'Aquilée romaine à partir du Ier siècle av. J.-C. pour la chaussée, datant de l'époque de la République romaine, avec des agrandissements ultérieurs pendant l'empire romain (décorations et basilique civile).
La zone archéologique dont fait partie le forum, ainsi que la basilique patriarcale d'Aquilée, sont inscrites sur la liste du patrimoine mondial de l'humanité établie par l'Unesco en 1998.

## Structure
Le forum s'étendait sur environ 115 mètres de long et 57 de large, flanqué sur les grands côtés des deux ailes d'un portique-colonnade, probablement surmonté, comme au forum de Brescia, d'une longue balustrade de marbre ornée de statues. Ses traces archéologiques ont été fouillées à partir de 1934 sous la direction de Giovanni Brusin.
Le carré était situé exactement à l'intersection entre le decumanus maximus et le cardo maximus. Des deux côtés, il y avait des tabernae, semblables aux boutiques modernes. La Monnaie impériale de la ville d'Aquilée, datant de l'époque de Dioclétien, dominait probablement l'un des côtés du forum. Au bout de la place, le long du côté sud, se trouvait la basilique civile où s'exerçait l'activité administrative et juridique du sénat de la ville. La basilique, de l'époque des sévères, fut construite en suivant l’exemple de la basilique Ulpia du Forum de Trajan à Rome, avec deux absides aux deux extrémités et un intérieur divisé en trois nefs, dont les mesures totales étaient de 77 pour 29,5 mètres environ. Au nord du forum se trouvaient la curie et le comitium, comparables à notre mairie actuelle et au Macellum (marché).
Il a également été émis l'hypothèse que les scènes de la colonne Trajane n.58-63 représentent le forum d'Aquilée, d'où Trajan serait passé lors des guerres daciques de 105.

## Galerie d'images

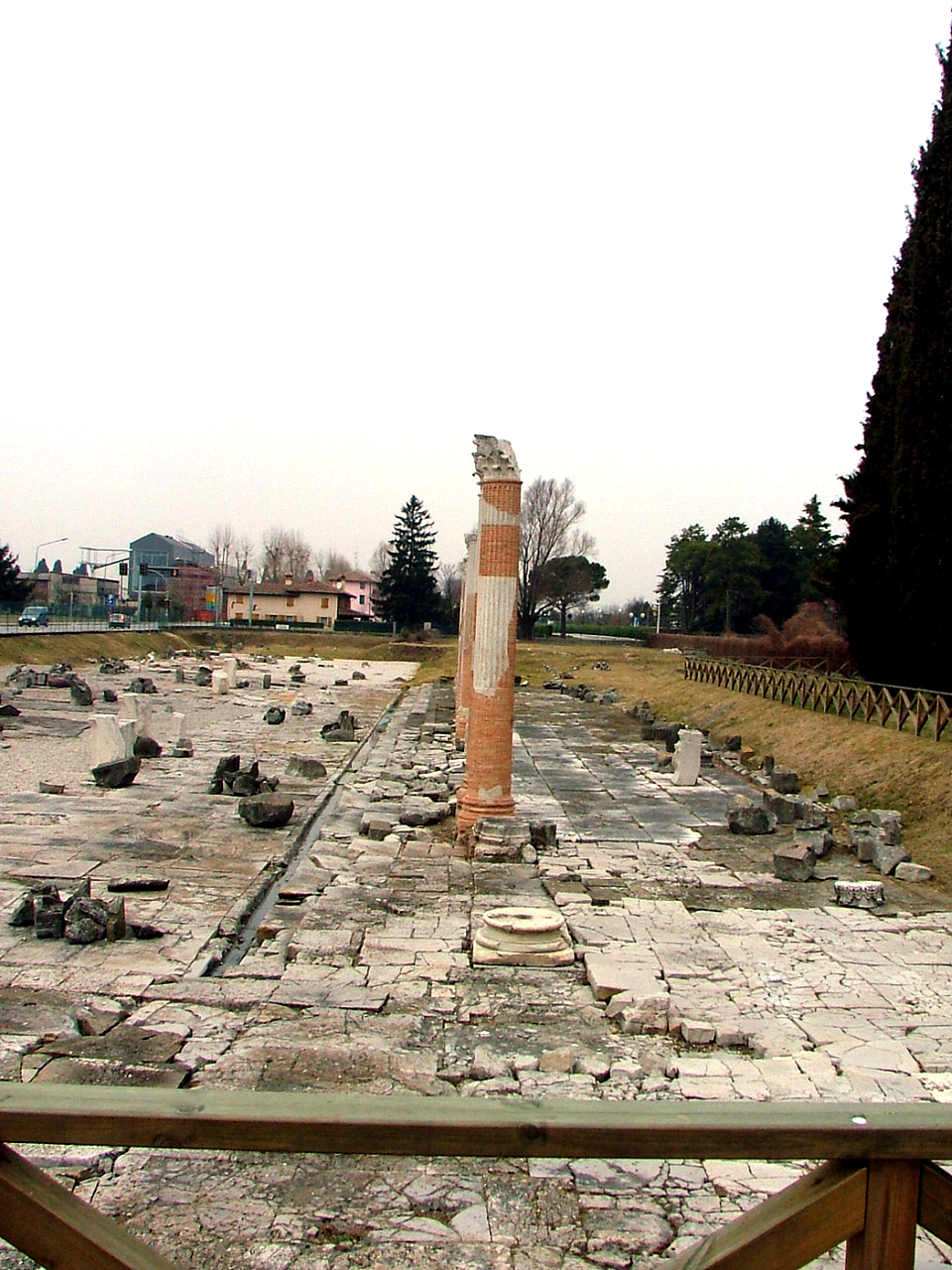
Forum romain
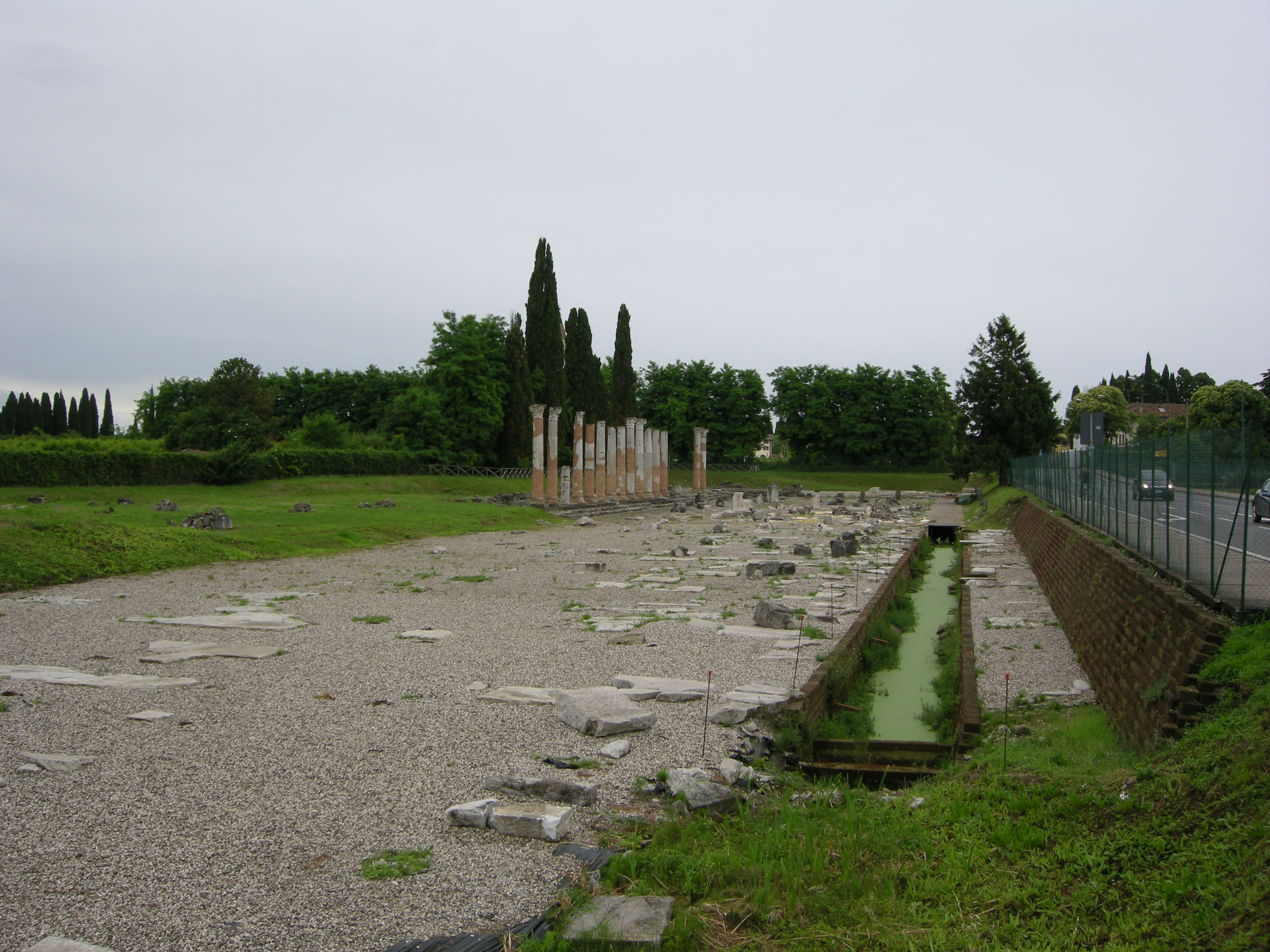
Forum romain
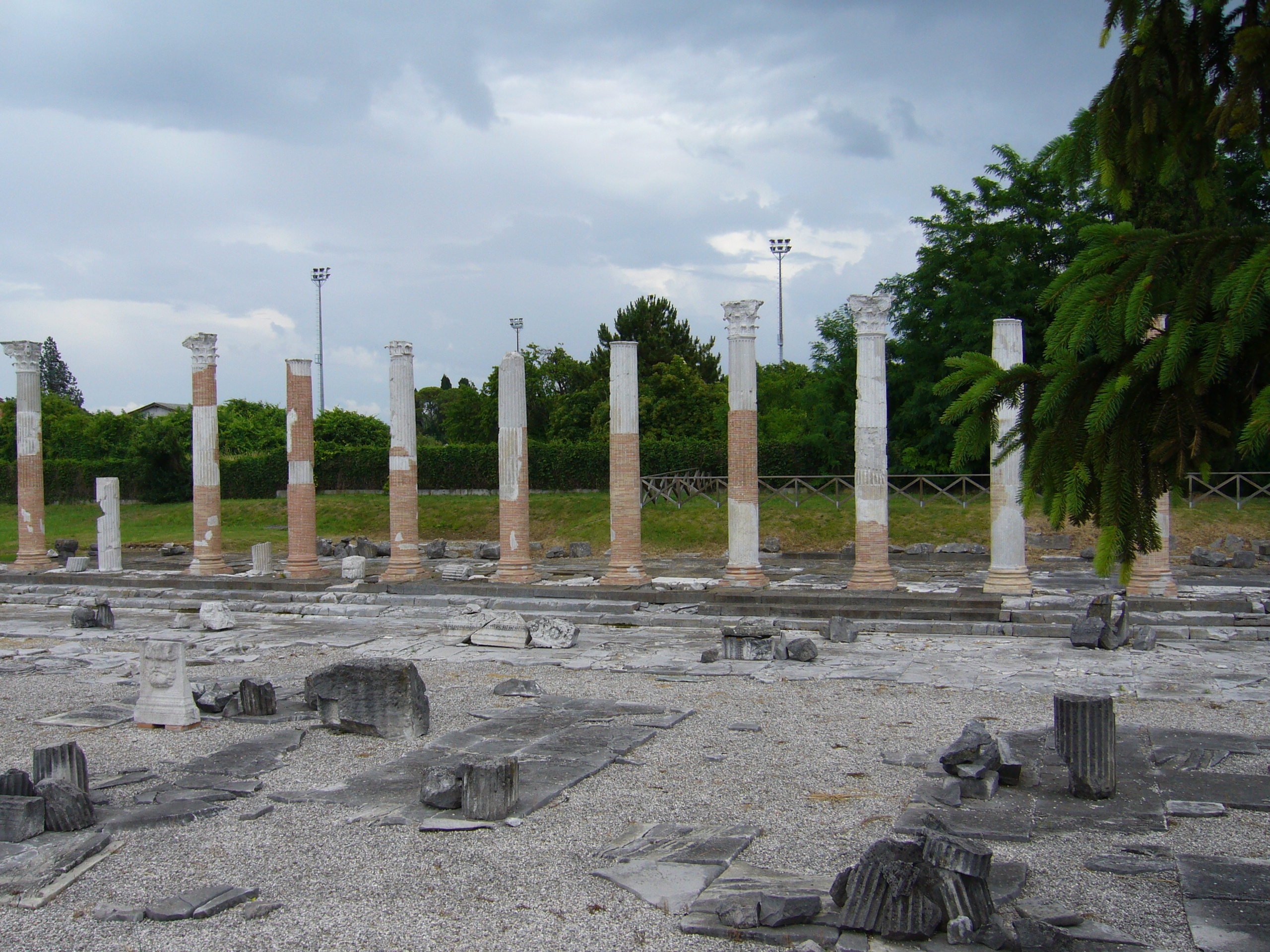
Forum romain
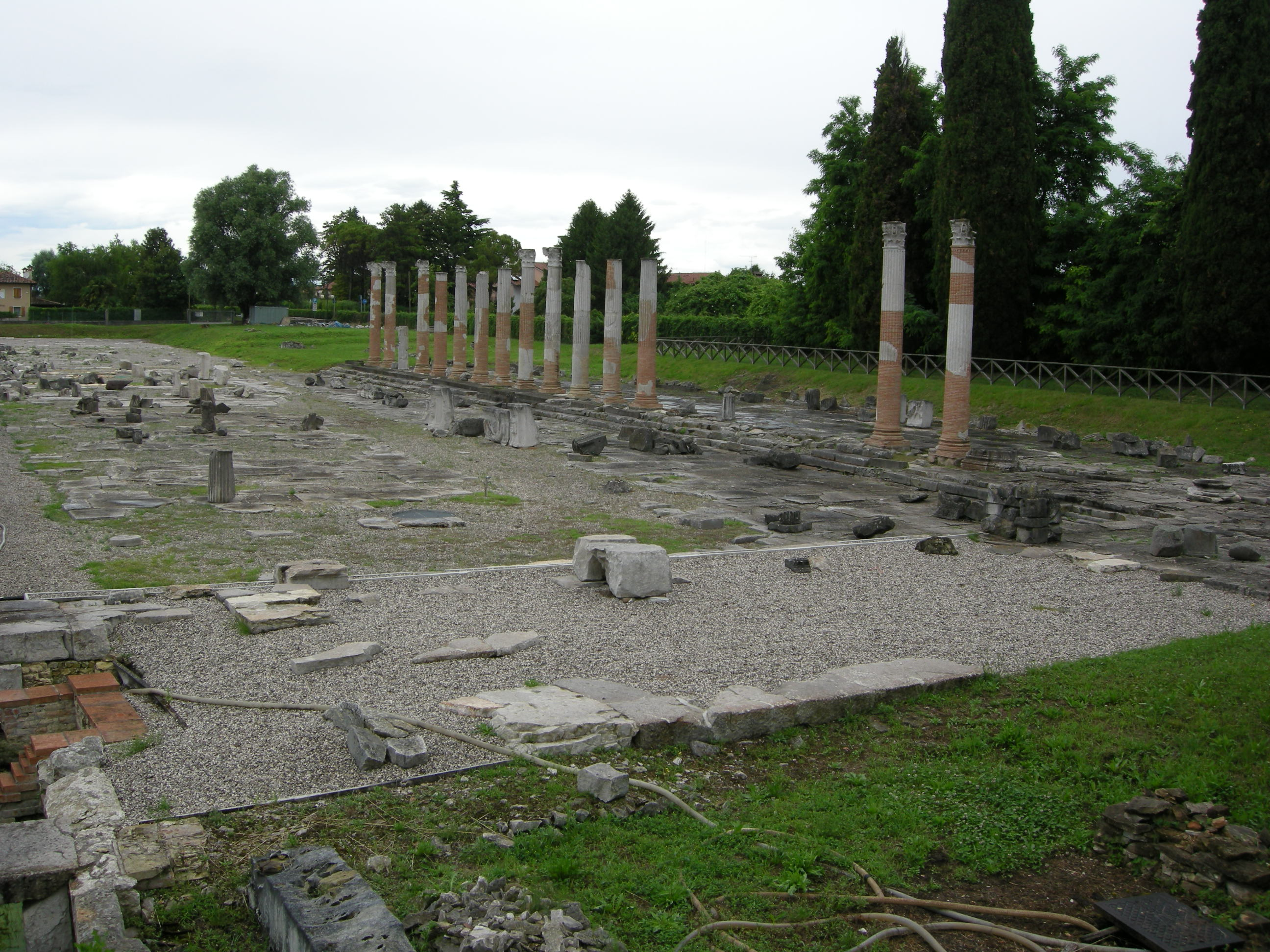
Forum romain